# 舌诊

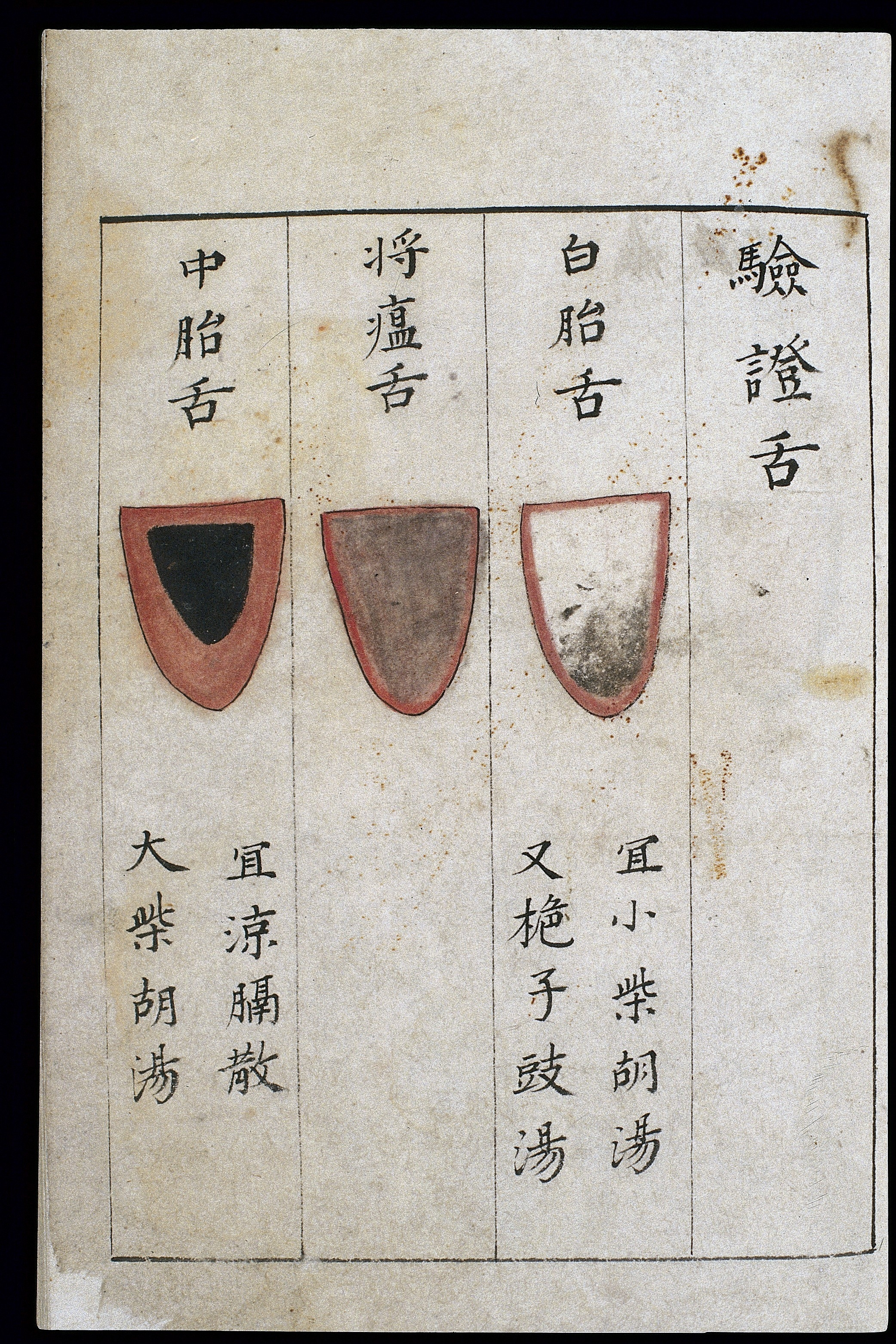
《伤寒点点金书》抄本中的舌诊插图，至正元年（1341年）

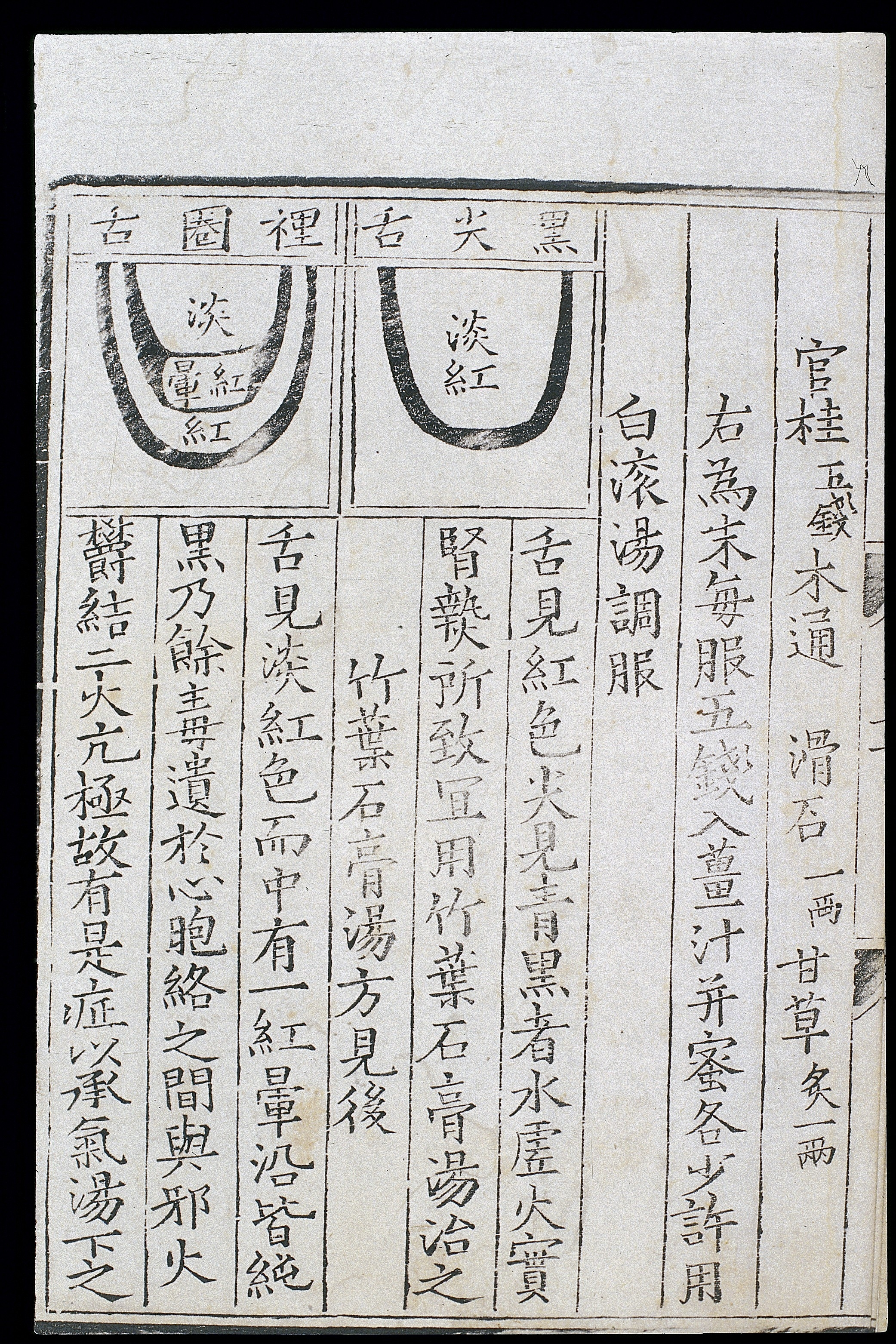
《敖氏伤寒金镜录》中的舌诊插图，嘉靖八年（1529）刻本

中医的舌诊是通过观察舌象了解集体的生理功能变化和病理变化的方法，也是中医辨证论治的依据之一。
舌诊具有模糊性，完全依靠医生个人的经验观察来判断，没有精确、定量的标准。

## 参看
- 舌体水分含量测量仪